# Chen Kuen Lee
Lee Chen-kuan (chinesisch 李承寬; * 16. Juni 1914 in Wuxing, Republik China; † 14. September 2003 in Berlin) war ein deutscher Architekt chinesischer Herkunft. Der Schüler und Mitarbeiter Hans Scharouns gründete mit diesem und Hugo Häring zusammen den 1941 bis 1953 bestehenden chinesischen Werkbund. Lee ist ein wichtiger Vertreter der organischen Architektur nach 1945. Sein Werk ist insbesondere durch Einfamilienhäuser in Süddeutschland bestimmt.

## Leben
Chen Kuen Lee wurde als Sohn eines reichen Bankiers geboren. Er siedelte 1931 nach Deutschland über und begann noch im selben Jahr sein Studium der Architektur an der Technischen Hochschule Berlin, das er 1937 abschloss. Nebenbei arbeitete Lee im Büro von Hans Poelzig. Seine Diplom-Hauptprüfung legte er 1939 ab.
Von 1939 bis 1941 war er Mitarbeiter von Hans Scharoun. Daraufhin arbeitete er bis 1943 zusammen mit Hugo Häring an der Idee des chinesischen Werkbundes. In den Jahren 1943 bis 1947 war er Mitarbeiter des Professors Ernst Boerschmann und von 1947 bis 1953 arbeitete er wiederholt mit Hans Scharoun zusammen. Anschließend machte Lee sich selbständig und unterhielt Büros in Berlin und Stuttgart. Ab 1981 erfolgte eine Gastprofessur an der Tunghai-Universität in Taiwan. Dorthin zog er 1988 zur Lehre an verschiedenen Universitäten, kehrte jedoch im Jahr 1996 nach Deutschland zurück und lebte dort bis zu seinem Tod am 14. September 2003 im Berliner Märkischen Viertel.
Lee lebte 44 Jahre lang in offen homosexueller Beziehung zu seinem Chauffeur und Haushälter Werner Engel.

## Werk

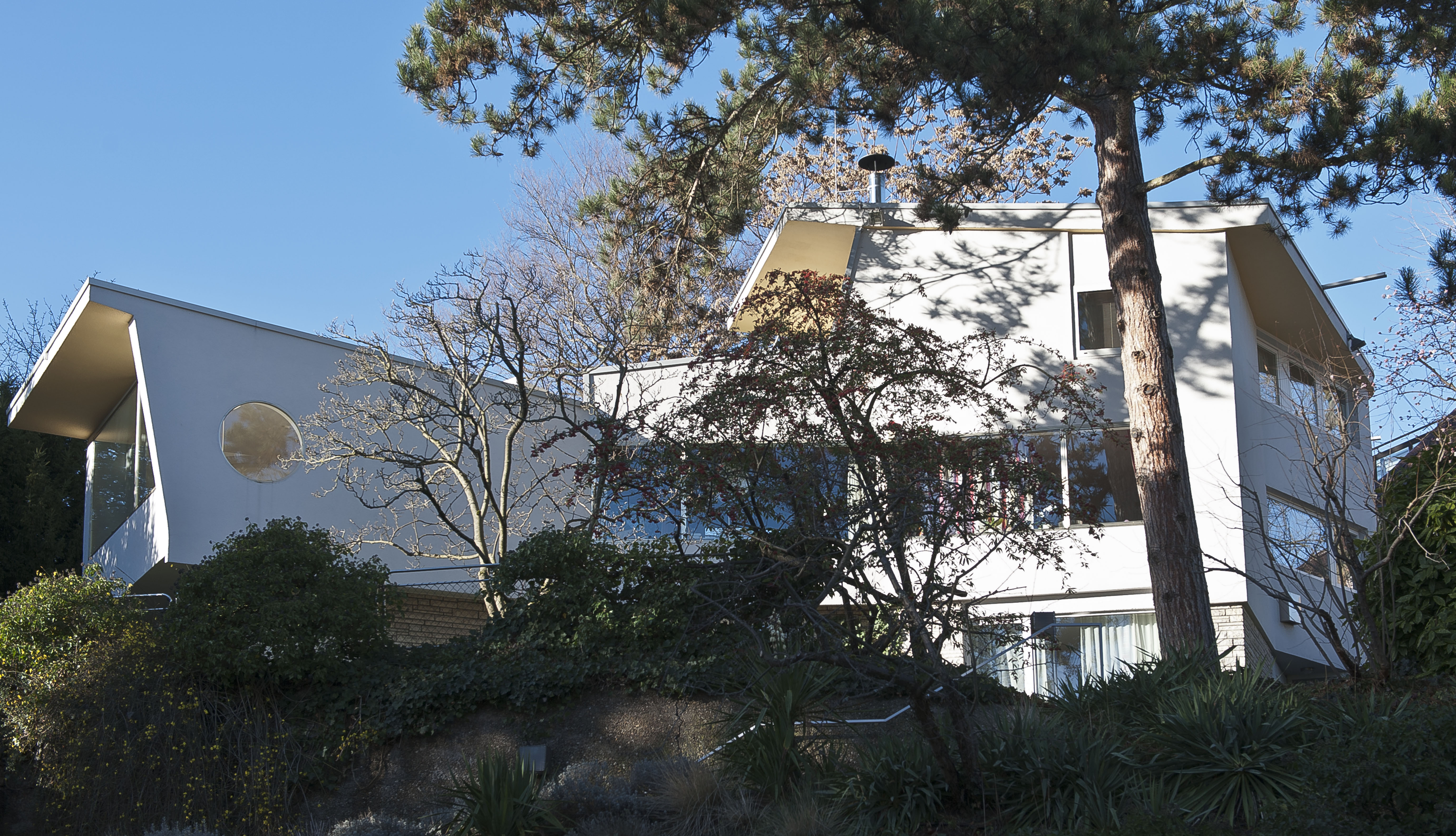
Haus Ketterer (1955)

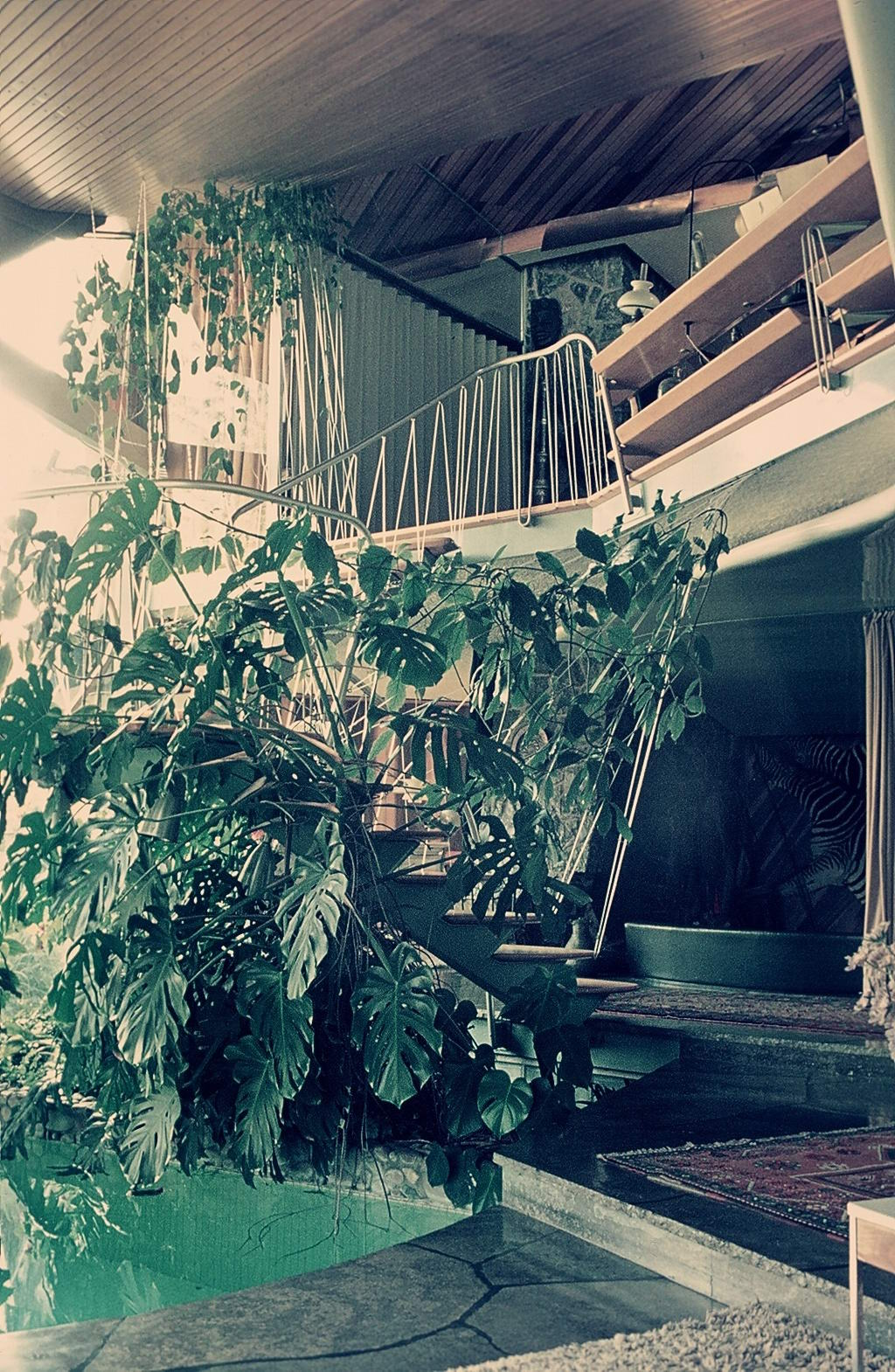
Haus Straub sr. (1956)

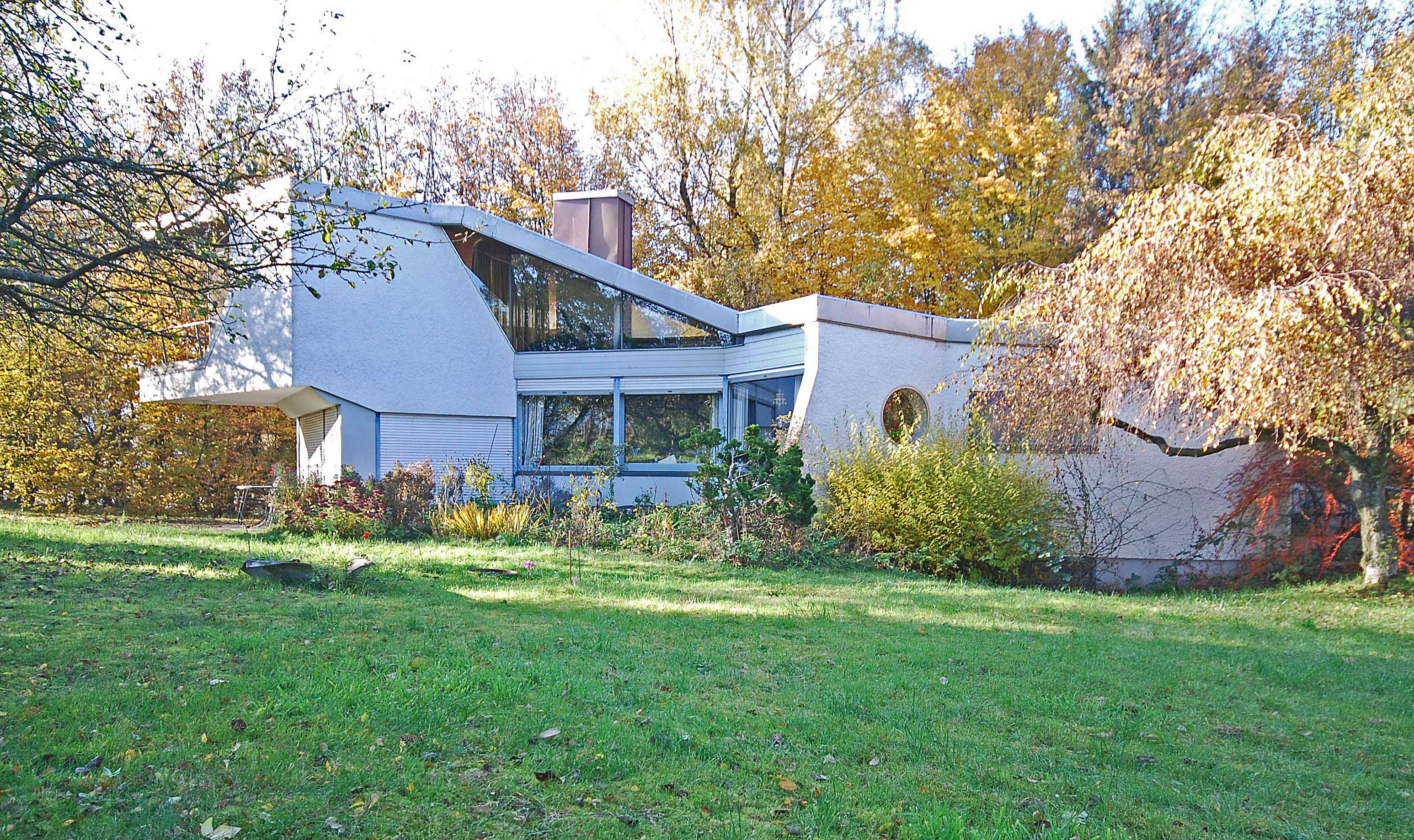
Haus Schmidt (1960)

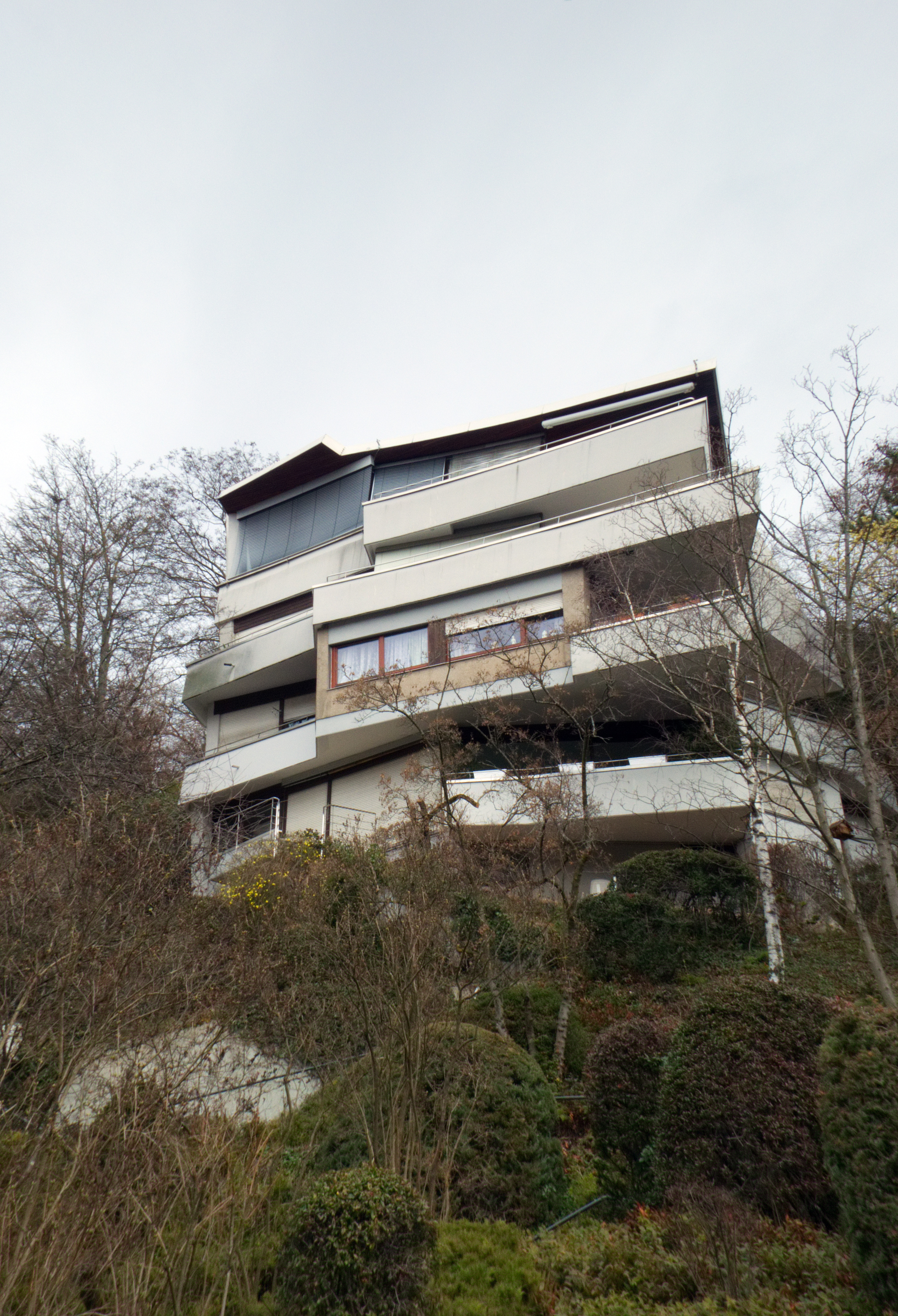
Eduard-Pfeiffer-Straße 29 (1962)

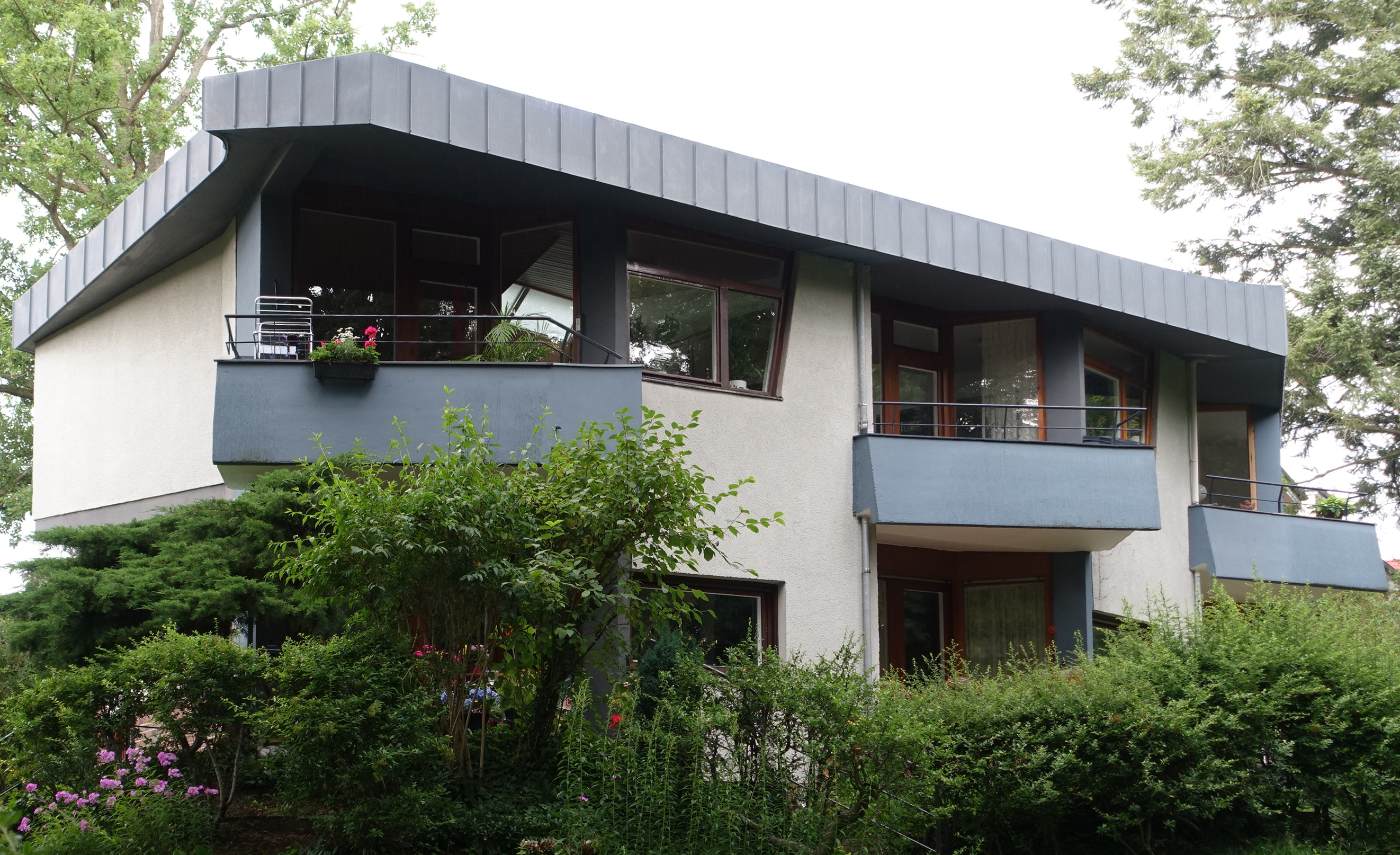
Am Schlachtensee 144 (1965)

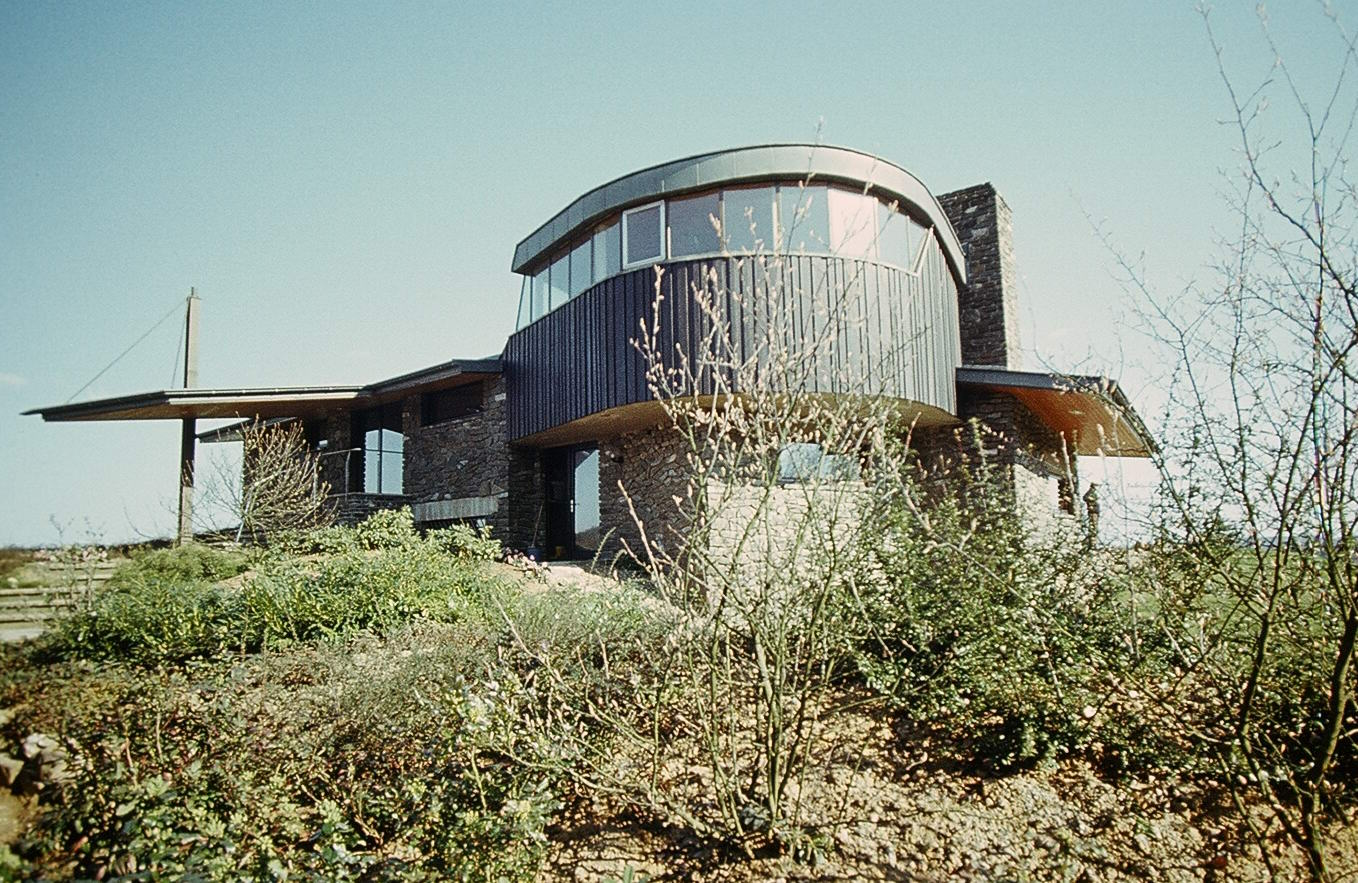
Haus Audry (1969)

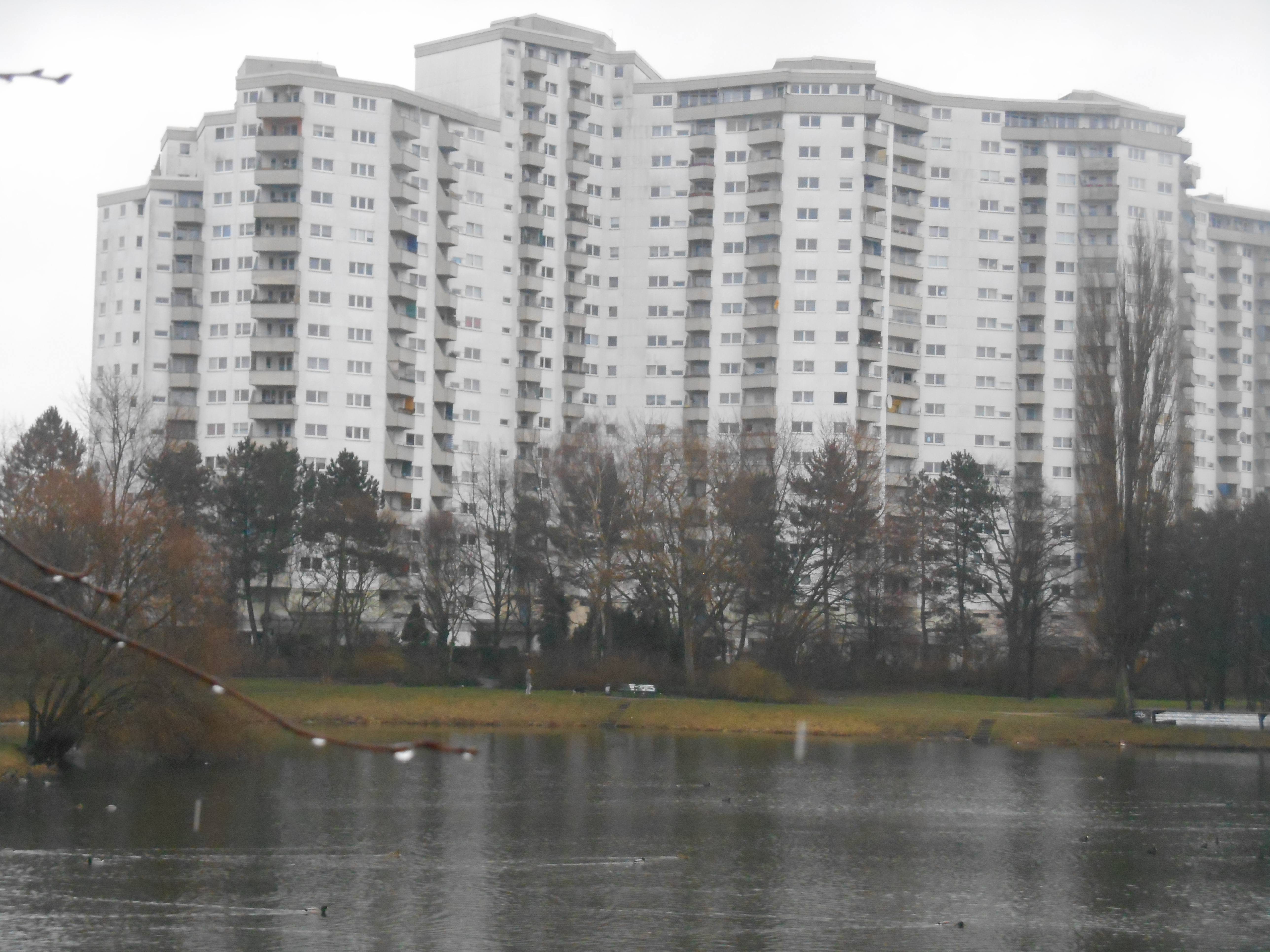
Wohnhäuser, Märkisches Viertel (1970)

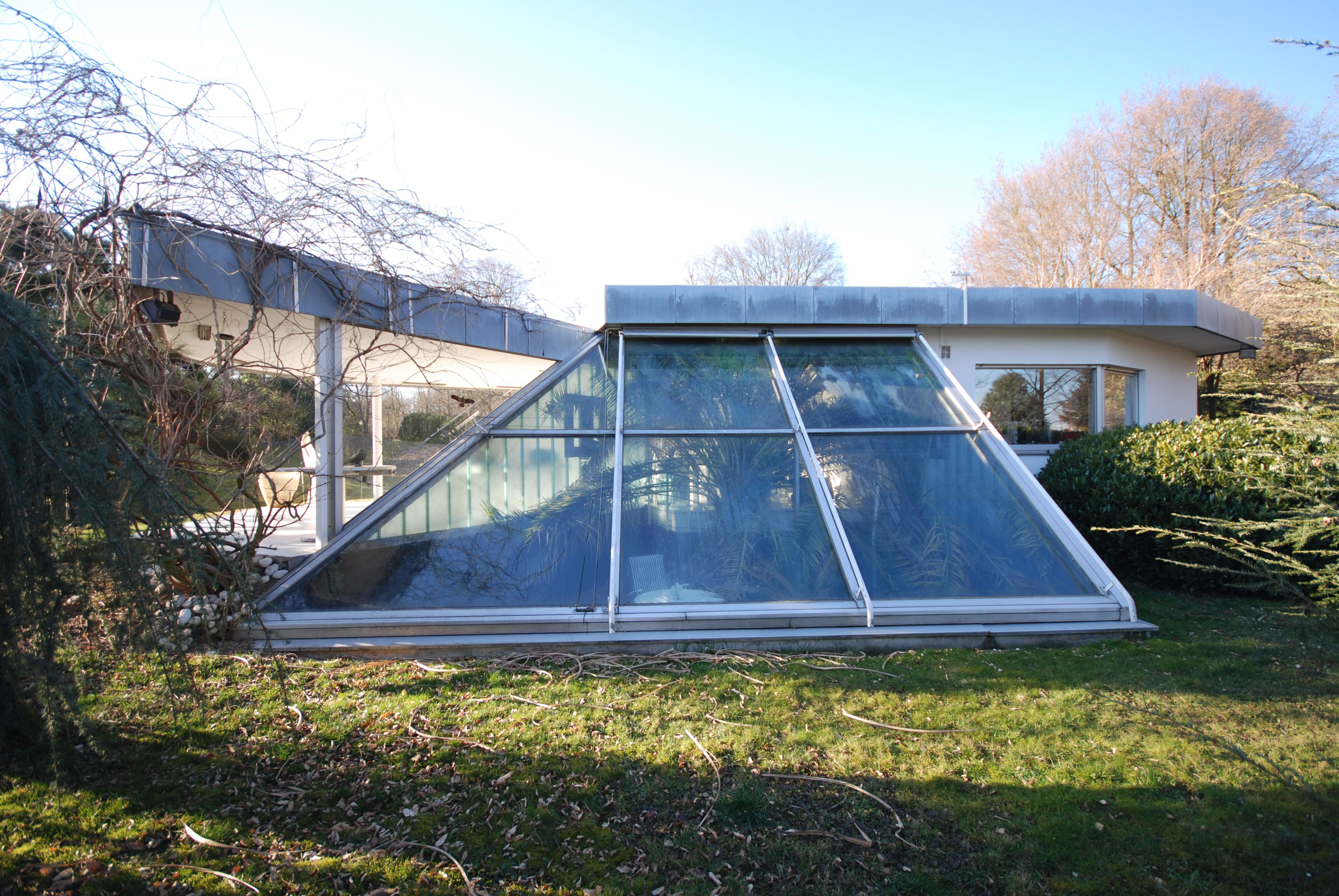
Haus Straub jr. (1978)

Mitte der 1930er Jahre war Chen Kuen Lee im Haus von Hans und Marlene Poelzig in der Tannenbergallee, nahe dem Berliner Grunewald, zu Gast. Dort begegnete er Egon Eiermann, der ihn mit den Gärten von Herta Hammerbacher vertraut machte, aber nicht nur: Hier lernte Lee die Werke der Arbeitsgemeinschaft „Hammerbacher – Mattern – Foerster“ kennen, die als sogenannter Bornimer Kreis eine wichtige Rolle für das Neue Bauen, den Neuen Garten und letztlich auch für Lees Architektur spielten. Der Garten des Gastgeberpaars Poelzig war bereits ein Reformwerk. 1931 hatten Hammerbacher, Foerster und Poelzig den Bau und Landschaftsraum gemeinschaftlich realisiert. Die Verschmelzung von Haus und umgebendem Grün mit künstlerischen Mitteln hatten sich die Gestalter jeweils aus unterschiedlichen Disziplinen zum Ziel gesetzt. Lee fasste den Eindruck, den er Mitte der 1930er Jahre dort bekam, mit den Worten zusammen: Eine Architektur „als ob der Grunewald durch das Haus aufgesogen wäre“.
Im Gegensatz zum Landschaftsgarten entsteht beim landschaftlichen Garten, wie ihn Hammerbacher bezeichnete, die Gartenverbundenheit nicht allein durch das Betrachten, „sondern erst dadurch, daß der Garten Raum bietet für das tägliche Tun“. Darum ist die Erschließung, der Verlauf der Wege und die unmittelbare Verzahnung mit der Architektur ebenso wichtig wie die der Landschaft verpflichtete Organisation. Das Wohnhaus wird nicht als geschlossener Baukörper gedacht, bei dem der Blick durch das Fenster die Umgebung erobert, sondern als aufgefächerte Plastik, die sich im Gartenraum fortschreibt. Die Verbindung von Haus, Garten und umgebendem Wald, die Chen Kuen Lee durch den Bornimer Kreis kennen lernte, wirkte nach. Als er Mitte der 1950er Jahre Aufträge für seine ersten Einfamilienhäuser bekam, beauftragte er Hermann Mattern, die Gärten der Häuser zu gestalten. Mattern realisierte die Landschaftsanlagen der Bauherren Ketterer (1954), Straub senior (1956), Kiekert (1960), Mellert (projektiert 1960), Strack (1960), Bense (1962) und Ong (1968). Das Haus Ketterer befindet sich auf einem Hügelplateau der Stuttgarter Gänsheide. Die Verkehrswege um das Haus sind mit zusammenhängenden Platten markiert, im Gartenraum sind sie freier verlegt und geben das Schrittmotiv für den Rundweg vor. Freistehende einzelne Großbäume, wie Kiefern am Eingang, wurden punktuell gepflanzt. Mattern integrierte aber auch die bestehende Baumlandschaft, so dass sich auf der Terrasse ein einzelner Laubbaum befindet, um den die Platten verlegt wurden und der das Dach der Pergola durch eine rechteckige Öffnung durchstößt. Zwei Jahre nach der Fertigstellung von Haus Ketterer realisierte Lee mit Mattern das Gelände von Haus Straub senior. Es ist ein Beispiel für den Wohngarten des Einfamilienhauses, den Mattern als Urform seiner Entwürfe und als Baustein für die Stadtentwicklung betrachtete. Das Gebäude befindet sich auf einem trapezförmigen Grundstück. Kulissenartig wird der Raum durch Gehölze wie durch einen „Waldmantel“ eingefasst.
Die ineinander geschobenen Baukörper der Architektur fächern sich in drei Richtungen auf. Der breit geknickten Front ist der Gartenhauptraum zugeordnet, von dem aus sich das Gartengefüge entwickelt. Er folgt der Bodenmodellierung, die durch die Rasenflächen und ihre Muldungen aufgenommen wird. Dadurch entstehen drei geschlungene Täler, die wie Lichtungen offen gehalten sind. Sie werden, ähnlich wie beim Garten für das Haus Ong, jeweils durch zungenartige Pflanzstreifen unterteilt. Die Stauden und Sträucher sind hier Raumbildner, die sich in unterschiedlicher Länge in die Rasenflächen schieben. Auf Pflanzen direkt am Haus wird verzichtet, stattdessen rahmen Vegetationsbilder den Garten. Der Weg ist als Pfad mit unregelmäßigen Natursteinplatten gestaltet und wird von Gräserrabatten und Pflanz-Zungen begleitet. Die Anordnung und der Verlauf orientieren sich am frei schlendernden Gang, der im Verlegemuster der ungefassten Natursteine festgehalten ist, denn der Weg ist ein „organischer Bestandteil des Gartens“ und „so kann der Fußweg, wenn er dem menschlichen Gehen angepaßt ist, auch in Gestalt und in der Art ihn anzulegen, jene Rhythmen zum Ausdruck bringen“. Der Fuß des Gartenbewohners ertastet gewissermaßen schrittweise die Geländeplastik mit ihren modellierten Höhen. Die Platten verdichten sich, je näher sie auf das Haus zulaufen, und verweisen auf die Terrasse. Sie wirken wie versprengte Terrassenelemente, die in die Rasenfläche führen. Der leicht geschwungene Fußweg führt zu einem Schwimmbecken, verzögert sich, umrundet das Becken und verliert sich schließlich hinter den Gehölzen. Wie im Garten für den Bauherren Mellert bildet das Schwimmbecken, das randlos in die Rasenfläche gesetzt ist, den Endpunkt eines Wegs, durch den man das Gelände bemessen und erkunden kann.
Für den Stuttgarter Bauherren Bense realisierte Mattern fünf kleine Gartenräume, die zu einem mehrgeschossigen Wohnhaus mit starker Hanglage gehören. Auf kleinem Raum reagierte Mattern auf die winklig verschobenen Balkone, Auskragungen und die starke Höhenstaffelung von Lees Architektur. Er schrieb damit eine Gestaltung fort, die er und der Bornimer Kreis bereits mit den mehrfach geknickten, gerundeten und geöffneten Baukörpern der Architektur Hans Scharouns Anfang der 1920er Jahre gemacht hatten. Wie bei Scharoun hatte Lee Wohnhäuser geschaffen, deren facettierte und ausgreifende Gestalt als freie Formgebung angelegt war und bei denen das Ineinandergreifen von Architektur und Garten als zentrale Bauaufgabe verstanden wurde. Was Herta Hammerbacher in ihrer Schrift über die Hausgärten und organische Bauten formulierte, kann also auch für Lee gelten: Es wurde ein Gartentyp geprägt, in dem die Beziehung des Gartens zur Architektur als die Integration von den Elementen des Bauens und des Gartens vorgestellt wurde. Kristalline Strukturen bilden ein zusammengehöriges Ganzes im Bau, während mit der Vegetation sich selbst aufbauende freie Raumkompositionen entstehen.
Lee konzentrierte sich vorwiegend auf den Wohnungsbau und versuchte dabei die Besonderheiten des spezifischen Standortes zu berücksichtigen. Charakteristisch für sein Bauen ist neben den offenen und überwiegend schiefwinkligen Grundrissen die starke Verzahnung der Gebäude mit ihrer engeren und weiteren Umgebung. Hierbei arbeitete Lee bei den meisten Gebäuden schon von den ersten Entwurfsüberlegungen an eng mit Gartenarchitekten, u. a. mit Hermann Mattern, Adolf Haag und Hannes Haag, zusammen. Bei vielen Gebäuden durchdringen sich Innen und Außen durch die Fortführung von Sichtachsen in Form von Wintergärten oder Wasserflächen.
Lee hat sich bei seinen Entwürfen stark an den Erfordernissen der Funktionsabläufe im Innern der Gebäude orientiert. Durch das Entwerfen von innen nach außen ergibt sich die Gestalt des Gebäudes als Erfüllung seiner Funktionen, das heißt, der Grundriss wird nicht einer äußerlich aufgesetzten Form untergeordnet. Die freie Grundrissgestaltung konnte nur erreicht werden durch frei tragende Konstruktionen. Hierbei bildet das Dach oftmals eine in verschiedene Richtungen gefaltete Landschaft mit unterschiedlichen Ausblicken in die Umgebung und Lichtführungen. Lees räumliche Vorstellungen erforderten oftmals besondere statische und konstruktive Lösungen, die die Grenzen herkömmlicher Wohnungsbauten weit überstiegen. Hier war es der Statiker und Konstrukteur Christian Sättele, der in jahrzehntelanger Freundschaft bei den meisten Bauten Lees dessen Ideen in Raumtragwerke übersetzte, die große Freiheiten in der Grundrissgestaltung erlaubten, ohne dabei selbst in den Vordergrund zu treten.
Durch die Ausbildung von Innenräumen mit sehr unterschiedlichen Aufenthaltsqualitäten für die Nutzer entstanden offene Grundrisse mit ineinander fließenden Räumen. Bei vielen seiner Bauten hat Chen Kuen Lee die Inneneinrichtung selbst entworfen, dabei sind zahlreiche Entwürfe für Möbel, Beleuchtungen und sonstige Einbauten entstanden.
Lee hat 63 Bauten realisiert, darüber hinaus gibt es ca. 40 Entwürfe, die nicht zur Ausführung kamen. Neben Wohngebäuden hat Chen Kuen Lee einige Industriebauten erstellt sowie verschiedene chinesische Restaurants in Berlin, Karlsruhe, Stuttgart und München eingerichtet.
Chen Kuen Lee hat einige Aufsätze zu Themen des Neuen Bauens sowie zwei Bücher in Taiwan über das Neue Bauen verfasst, dessen Ideen an verschiedenen Häusern von ihm erläutert werden.

## Nachlass
Ein Teil seines Nachlasses befindet sich im Baukunstarchiv der Akademie der Künste in Berlin.

## Werk

### Bauten (Auswahl)
- 1953: Haus Scharf in Oberstdorf
- 1954–1955: Haus Ketterer in Stuttgart
- 1956–1957: Haus Straub sr. in Knittlingen
- 1960: Haus Schmidt in Giengen an der Brenz
- 1960: Haus Kiekert in Heiligenhaus[5]
- 1961–1962: Appartementhaus Eduard-Pfeiffer-Straße 29 in Stuttgart
- 1963–1965: Wohnhaus und Apartmenthaus Am Schlachtensee 144, Berlin-Nikolassee[6]
- 1965–1970: Wohnhäuser im Märkischen Viertel in Berlin
- 1967–1969: Haus Audry in Luxemburg
- 1968: Haus Dr. Gilliar in Nabburg[5]
- 1975–1978: Haus Straub jr. in Knittlingen
- 1976–1981: Haus Dr. Gärtner in Bretten
- 1980–1982: Wohnhaus in Schützingen

Kettenhäuser, Stuttgart-Sonnenberg (1963)
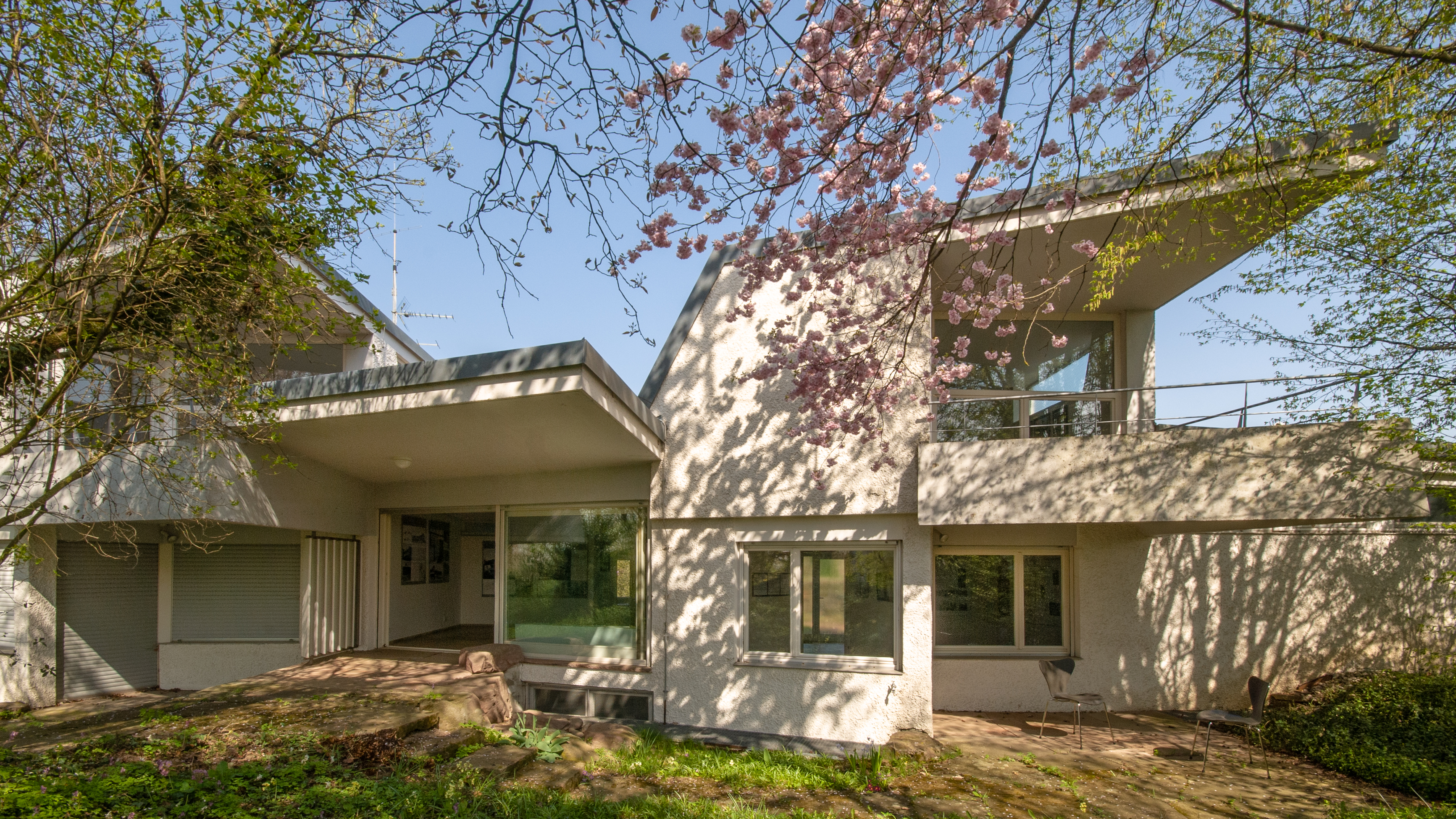
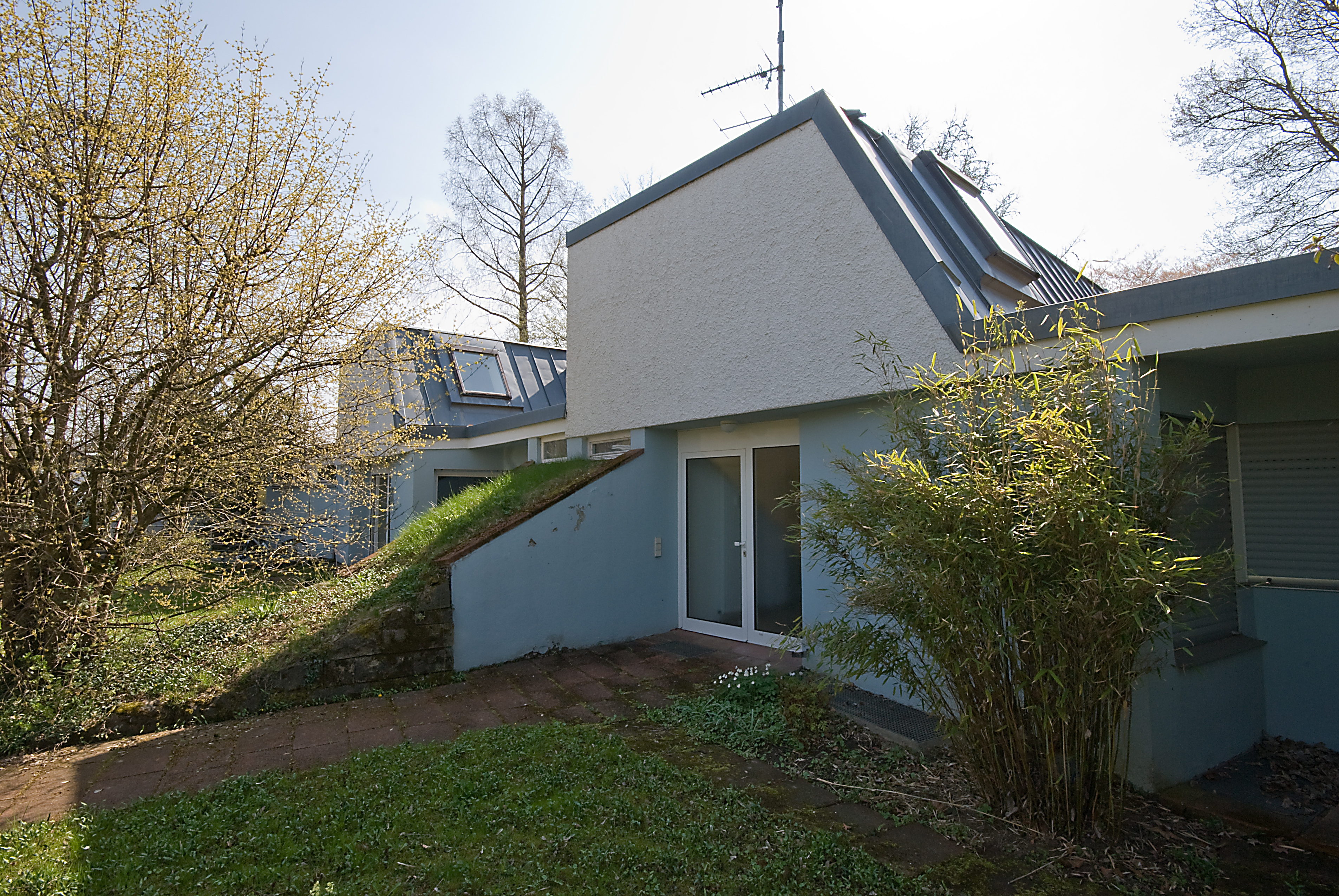
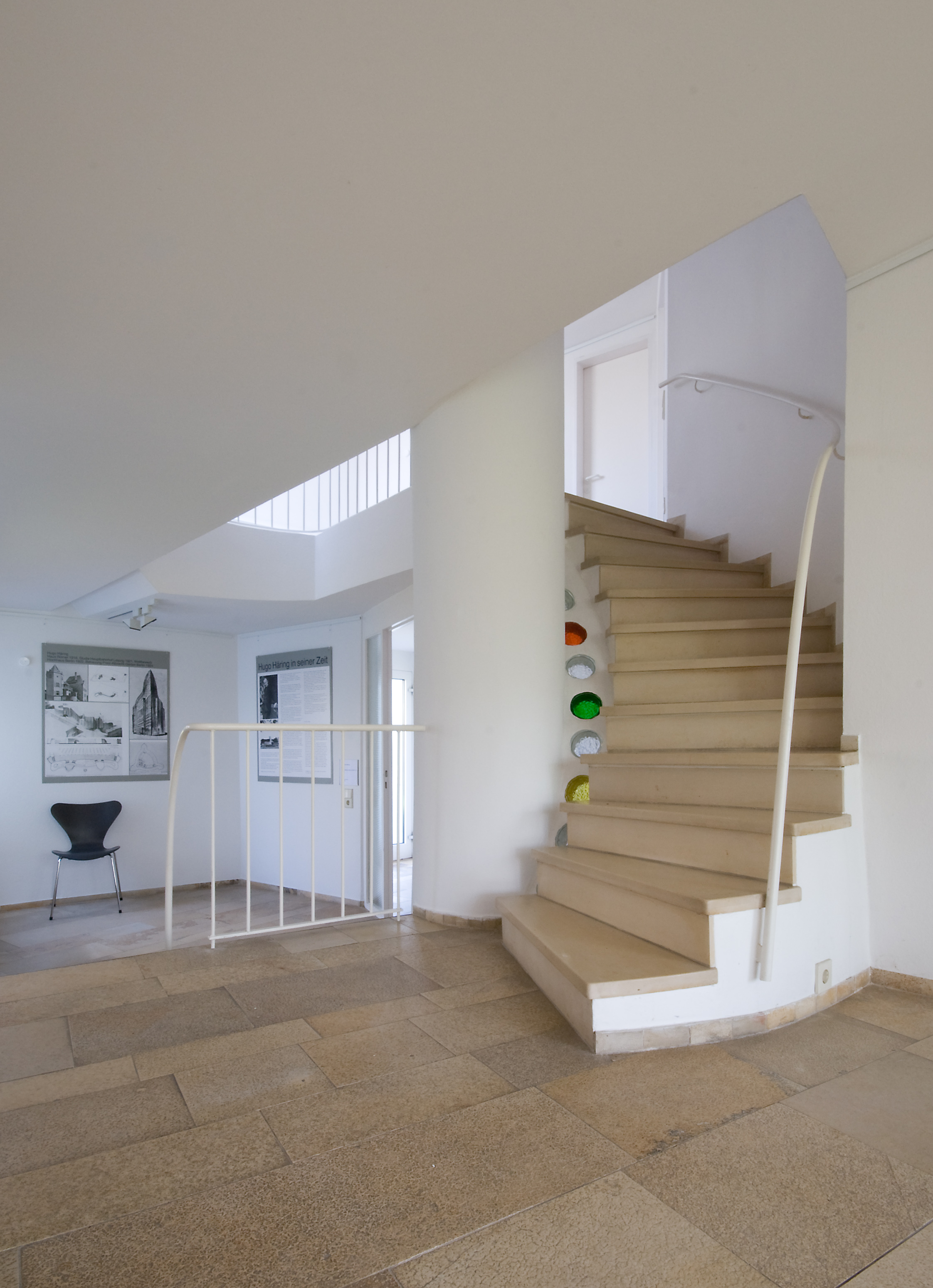
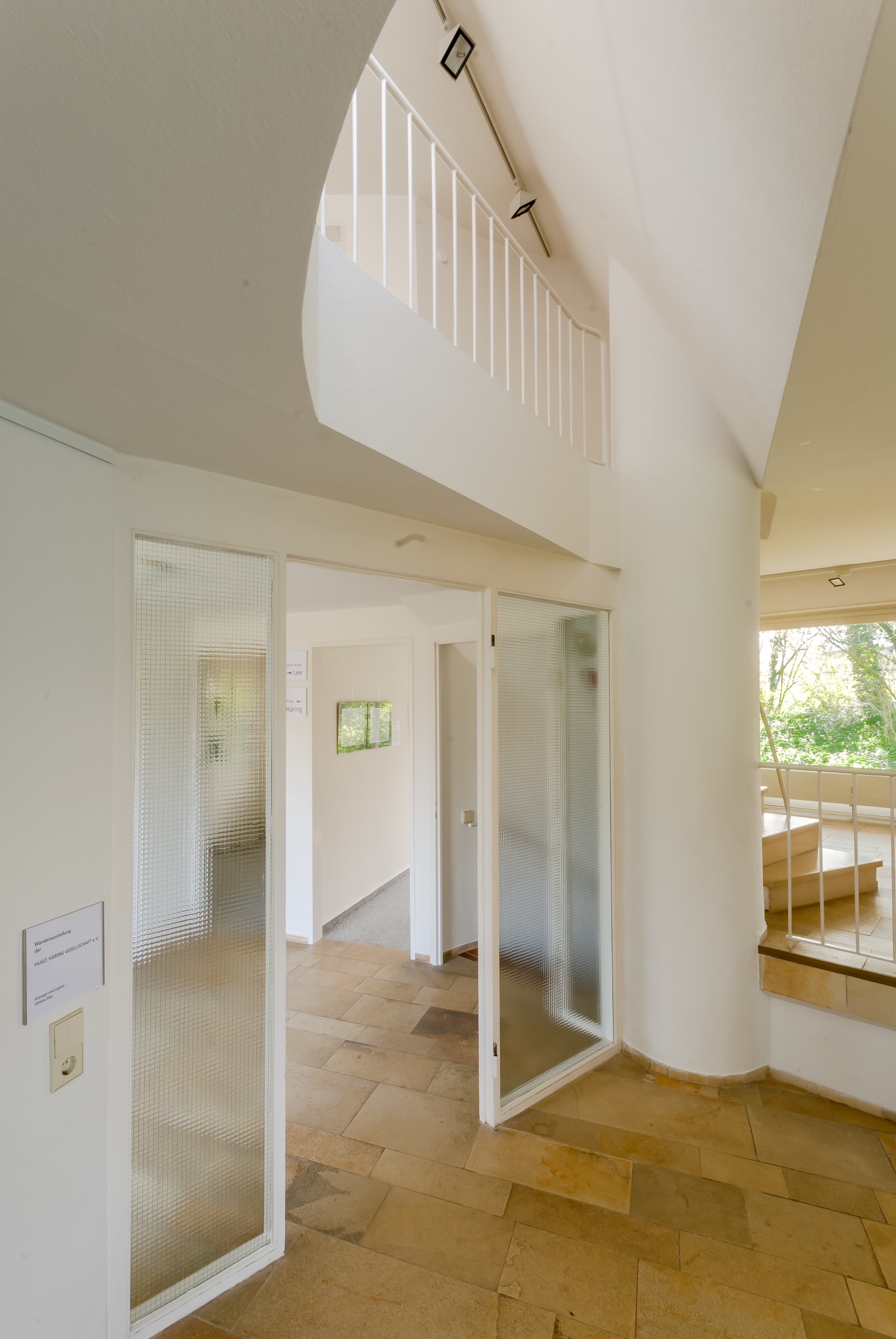
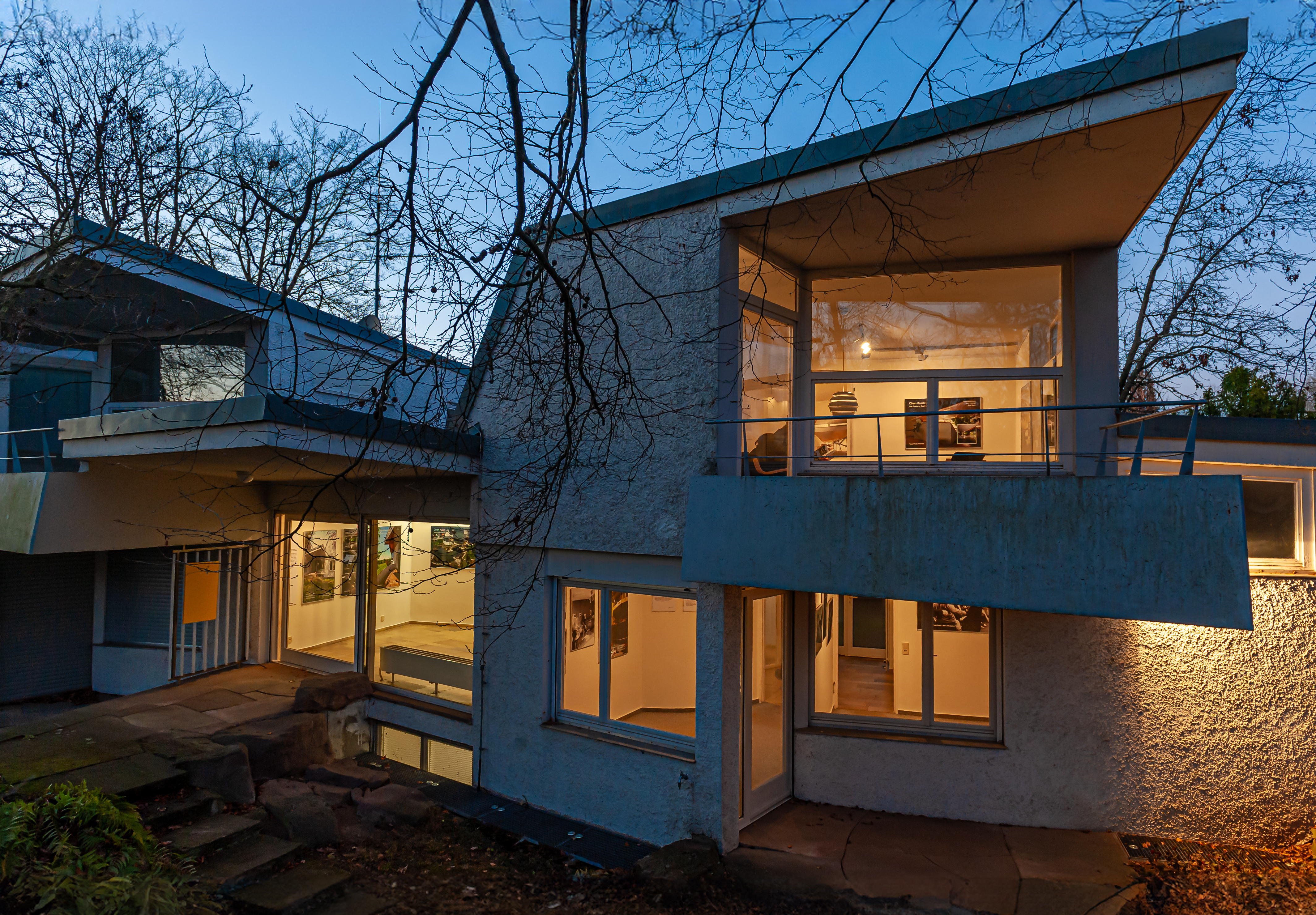

### Schriften
- gestern – heute – morgen. (Kommentar zur Eröffnung neuer Ausstellungsräume der Behr Möbel GmbH) In: Bauwelt, Jahrgang 1958, Nr. 22, S. 514.
- Antworten. In: Bauwelt, Jahrgang 1971, Nr. 47/48, S. 1916 und S. 1918.
- Gegensatz und Ergänzung zwischen Bauwerk und Landschaft. Eine Betrachtung anhand der Schriften von Hugo Häring, ausgehend von der Zusammenarbeit mit Schülern Karl Försters. In: Axel Jacobshaagen, Karin Sommer-Kempf (Hrsg.): Beiträge zur Problematik der Beziehungen zwischen Freiraum und Bauwerk. (Festschrift für Herta Hammerbacher) Berlin 1975, S. 226–247.
- xin jian zhu zhi yi yi. (Die Bedeutung des Neuen Bauens) Taipei 1993.
- xin jian zhu zhi yan jien. (Die Entwicklung des Neuen Bauens) Taipei 1996.
- xin jian zhu yu da zhueng wen hua. (Neues Bauen und Massenkultur) unveröffentlicht, Taipei 1999.